# Automatica
Die automatica ist eine internationale Leitmesse für intelligente Automation und Robotik. Themen sind Montage- und Handhabungstechnik, Industrierobotik und professioneller Servicerobotik sowie industrieller Bildverarbeitung. Träger sind die Messe München und der VDMA.

## Struktur
Vorgestellt werden die Themen Montage- und Handhabungstechnik, Industrierobotik sowie industrielle Bildverarbeitung bilden die Kernbereiche. Die dazugehörigen Technologien untergliedern sich in die Themen Positioniersystem, Antriebstechnik, Sensorik, Steuerungstechnik, Sicherheitstechnik, Versorgungstechnik, Software, Dienstleistungen und Dienstleister sowie Forschung und Technologie.

## Geschichte
Die Messe findet seit 2004 im zweijährigen Rhythmus (in geraden Jahren) auf dem Gelände der Messe München statt und präsentiert das weltweit größte Robotikangebot.
| Jahr | Datum           | Fläche    | Aussteller | Besucher                      |
| ---- | --------------- | --------- | ---------- | ----------------------------- |
| 2004 |                 |           | 566        | 17.000                        |
| 2006 |                 |           |            |                               |
| 2008 | 10.–13. Juni    | 32.842 m² | 859        | 31.856 (26 % aus dem Ausland) |
| 2010 | 8.–11. Juni     | 44.000 m² | 708        | 30.642 (32 % aus dem Ausland) |
| 2012 | 22.–25. Mai     |           |            | 31.000                        |
| 2014 | 3.–6. Juni      | 55.000 m² | 724        | 34.493                        |
| 2016 | 21.–24. Juni    | 66.000 m² | 833        | 43.052                        |
| 2018 | 19.–22. Juni    | 66.000 m² | 890        | 45.584                        |
| 2020 | 16.–19. Juni    |           |            | verschoben wegen SARS-CoV 2   |
| 2020 | 8.–11. Dezember |           |            |                               |
| 2022 | 21.–24. Juni    | 66.000 m² | 574        | 28.937 (36 % aus dem Ausland) |
| 2023 | 27.–30. Juni    |           | 650        | 40.000 (36 % aus dem Ausland) |
| 2025 | 24.–27. Juni    |           | 1100       | 49.300                        |

### Automatica 2023
Die „automatica 2023“ fand vom 27. bis 30. Juni 2023 statt. 650 Aussteller aus 34 Ländern präsentierten vor 40.000 Besuchern aus 88 Ländern zukunftsweisenden Lösungen. Die Parallelität mit LASER World of PHOTONICS und World of QUANTUM erwies sich zudem für viele Teilnehmer als relevanter Mehrwert.

### Automatica 2025
Die „automatica 2025“ fand vom 24. bis 27. Juni 2025 statt. Im Fokus standen die Themen nachhaltige Produktion, Zukunft der Arbeit sowie Digitalisierung und Künstliche Intelligenz.